# Roemeens voetbalkampioenschap 1957/58
1957/58 was het twintigste seizoen van de Divizia A en het 40ste kampioenschap van Roemenië.

## Eindstand
| Plaats | Team                        | Wed. | W  | G | V  | Doelpunten | Verschil | Ptn |
| ------ | --------------------------- | ---- | -- | - | -- | ---------- | -------- | --- |
| 1      | Petrolul Ploiești 1         | 22   | 12 | 3 | 7  | 36 : 22    | +14      | 27  |
| 2      | CCA Boekarest (K)           | 22   | 11 | 5 | 6  | 41 : 27    | +14      | 27  |
| 3      | Știința Timișoara           | 22   | 11 | 5 | 6  | 49 : 38    | +11      | 27  |
| 4      | Progresul Boekarest         | 22   | 13 | 0 | 9  | 55 : 31    | +24      | 26  |
| 5      | Jiul Petroșani 2            | 22   | 11 | 4 | 7  | 27 : 19    | +08      | 26  |
| 6      | Dinamo Boekarest            | 22   | 10 | 4 | 8  | 33 : 26    | +07      | 24  |
| 7      | Energia Orașul Stalin (N) 3 | 22   | 9  | 5 | 8  | 37 : 33    | +04      | 23  |
| 8      | Locomotiva Boekarest        | 22   | 9  | 4 | 9  | 25 : 25    | ±0       | 22  |
| 9      | Dinamo Cluj 3               | 22   | 9  | 2 | 11 | 34 : 41    | −07      | 20  |
| 10     | Flamura Roșie UT Arad       | 22   | 7  | 6 | 9  | 30 : 47    | −17      | 20  |
| 11     | Energia Târgu-Mureș (N)     | 22   | 7  | 3 | 12 | 23 : 42    | −19      | 17  |
| 12     | Progresul Oradea (B)        | 22   | 1  | 3 | 18 | 16 : 55    | −39      | 5   |

1 Energia Flacăra Ploiești veranderde zijn naam in Petrolul Ploiești.
2 Energia Petroșani veranderde zijn naam in Jiul Petroșani.
3 Dinamo Orașul Stalin en Steagul roșu Orașul Stalin fusioneerden tot Energia Orașul Stalin; het eerste elftal van Dinamo verhuisde naar Cluj en speelde voortaan onder de naam Dinamo Cluj.
(K) = verdedigend kampioen, (B) = verdedigend bekerwinnaar, (N) = gepromoveerd
| Kampioen, Europa Cup I |
| Bekerwinnaar           |
| Degradatie             |

### Topschutters
| Naam              | Club                  | Goals |
| ----------------- | --------------------- | ----- |
| Ion Ciosescu      | Știința Timișoara     | 21    |
| Ion Alecsandrescu | CCA Boekarest         | 15    |
| Viorel Mateianu   | Progresul Boekarest   | 13    |
| Zoltan David      | Energia Orașul Stalin | 12    |
| Gheorghe Fusulan  | Energia Orașul Stalin | 12    |
| Nicolae Oaidă     | Progresul Boekarest   | 12    |
| Ion Zaharia       | Petrolul Ploiești     | 12    |